# Балыков, Санджи Басанович
Санджи Басанович Балыков (1894 — 1943) — участник Гражданской войны, сотник 80-го Зюнгарского Донского Калмыцкого конного полка, писатель калмыцкого зарубежья, публицист, журналист.

## Биография
Санджи Балыков родился в 1894 году в Бокшрахинском аймаке (Бокшранхна аамг), Сальского округа, Область Войска Донского, кости «залхус кёвуд» в семье табунщика, донского казака - Басана Балыкова. Отец Санджи рано остался сиротой, у него было бедное детство, поэтому с ранних лет ему приходилось работать пастухом у различных хозяев, затем перешёл в табунщики к частным коннозаводчикам. Был женат на Ямановой Нимя из станицы Платовской (Ики-Бурла аамг). Детей было девять, но в виду ранней смерти в живых осталось пятеро: сыновья - Бадма, Санджа, Доржа и дочери - Уланка и  Бака. Когда Санджи исполнилось 12 лет, родители направили его в хутор Богла для учёбы в приходском училище, которое он закончил в 1909 году. Далее способный к учёбе мальчик был отправлен в окружное 4 -классное городское училище в станице Великокняжеская. После окончания выдержал экзамен на звание народного учителя, начал работать учителем приходского хуторского училища на хут. Атаманском станицы Денисовской, где проработал с 1913 по 1914 год, преподавая на родном языке уроки калмыцкого языка, литературы, истории и основы буддизма.
С началом войны, в 1914 году Санджи Балыков призван на действительную службу. Проходил подготовку в Новочеркасском казачьем юнкерском училище, выпущен в чине хорунжего. Участвовал в боях на Дону, имел ранения, было присвоено звание сотника, награждён георгиевским крестом, представлен к темляку «За храбрость».
После разложения Российской армии, он возвращается на Дон. С началом гражданской войны и приходом большевистской волны в Сальский округ, он не поддерживает новую власть, тем самым вступает в ряды антибольшевистского восстания казаков, воюет под руководством генерала А. М. Каледина. Весной 1918 года был произведён в первый офицерский чин. Затем в годы казачье-калмыцкой антибольшевистской войны принимал непрерывное участие в этой войне, сначала в 76-м Донском полку, а затем в рядах родного калмыцкого 80-го Зюнгарского полка, в качестве полевого адъютанта полка. Вместе с войсками отступает к Чёрному морю, затем в Крым, оттуда последовала эмиграция в Турцию, после перебрался в Болгарию, затем во Францию, где в городе Куерон, он работает простым рабочим на фабрике.

## Литературная деятельность
В середине 1920-х годов С.Балыкова пригласили в Чехословакию, где в г. Праге осела небольшая калмыцкая колония представителей интеллигенции калмыцкого зарубежья во главе с Б. Н. Улановым. Здесь действовала «Калмыцкая комиссия культурных работников» («КККР»), выпускали журнал «Хонхо» («Колокол»), в издании которого активно принимал участие С. Б. Балыков. В Праге совместно с другими членами «КККР» — Ш. Н. Балиновым, Д. Н. Баяновой, С. Б. Баяновым, Э. Д. Хара-Даваном, учениками гимназии занимался изданием журнала «Хонхо», печатного органа «КККР». Они собирали материал по калмыцкому устному народному творчеству, записывали фольклор у информаторов, занимались переводами произведений других народов. Журнал издавался на калмыцком языке на тодо бичиг. Всего журнала «Хонхо» было выпущено 5 номеров.
В дальнейшем проникается идеями «вольного казачества». В редакции журнала «Вольное казачество» работает — ответственным редактором. Балыков, считает, что
немногочисленный калмыцкий народ в борьбе за независимость должен войти в союз с казаками, добиваться самостоятельной государственной единицы «Казакия», куда должны войти и калмыки на автономных началах.
Активно сотрудничал с другими эмигрантскими журналами «Казачий сполох», «Казачий голос», «Единство и независимость», на страницах которых начал публиковать рассказы, очерки — «Две атаки», «Четыре встречи»…, а также публицистические статьи «Попытки национального возрождения», «О казачьей художественной литературе», «О многонациональном государстве». Параллельно работает во всех калмыцких обществах, редакциях калмыцких и казачьих журналов: «Союз калмыков», «Хальмаг Тангачин туг», «Улан залата». Совместно с Ш. Н. Балиновым издавали национально-политический журнал «Ковыльные волны» («Цаган овсня дольган»), чем был недоволен главный редактор «Вольного казачества» Игнат Билый, который впоследствии поставил его перед выбором или «Вольное казачество», или «Ковыльные волны». С.Балыков до конца остался верен интересам своего народа, в связи с чем лишился заработка в редакции «Вольного казачества», квартиры в Праге, вынуждено переехал в г. Брно.
Журнал «Ковыльные волны» выходил благодаря титаническому усилию двух энтузиастов — С.Балыкова и Ш.Балинова, без средств и материальной поддержки со стороны. Привлекали к совместной работе молодежь калмыцкой эмиграции в качестве корреспондентов в журнале. Ему приходилось днем работать для поддержания жизни, ночью редактировать материалы журнала, вести переписку, паковать бандероли с журналами для подписчиков из калмыцких колоний в других странах Европы. Целью такой работы была поддержка духовного состояния калмыцкой эмиграции, поднятие их духа для активной борьбы за свои права и свободу. С 1930-го по 1934 годы ими было выпущено 14 номеров журнала на русском и калмыцком языках.
Стремясь пополнить знания, получить высшее образование, в 1930 году он поступил в Праге в «Высшую политическую школу», которую окончил в 1932 году.
Помимо работы в Казачьем колонизационном комитете, Балыков не забывает свою творческую деятельность, пишет много публицистических статей, несколько литературных произведений, рассказов, повестей. Из написанных произведений Санджи Балыкова вышли из печати следующие книги: сборники рассказов «Сильнее власти», «Заламджа» и повесть «Девичья честь». Предисловие к английскому изданию повести написал А. Г. Авторханов. Ему посвящено написанное в 1939 году в Югославии стихотворение П. С. Полякова.
С творчеством писателя, публициста Санджи Балыкова, в России и на его малой родине, в Калмыкии смогли познакомиться лишь в 1990 году, когда зарубежные соотечественники впервые приехали в Элисту на празднование 550-летия калмыцкого героического эпоса «Джангар». Представители делегации Джииджя Андреев, профессор Араш Борманджинов, Алексей Иванчуков, Елена Ремилева привезли с собой изданные за рубежом произведения С. Б. Балыкова: «Сильнее власти: Сборник рассказов» (Мюнхен, 1976), повесть «Девичья честь» (Мюнхен, 1983). Историко-бытовая повесть «Девичья честь» переиздана в Элисте в 1993 году с кратким очерком профессора А.Борманджинова «Санджа Балыков» о жизни и литературной деятельности писателя. Эта повесть переведена на калмыцкий язык Н. Я. Буруловым и опубликована на страницах журнала «Теегин герл» за 1996 год.

Изнурительная работа в редакциях журналов, лишения и материальная необеспеченность отразились на здоровье Санджи Балыкова. 9 января 1943 г. С. Б. Балыков скончался в возрасте 49 лет в городе Братислава, так навсегда оставшись на чужбине. В последнем письме, к своему другу Шамбе Балинову, он написал: 
Трагедия моя заключается в том, что после 20-тилетнего ожидания, наконец, открывается возможность посмотреть на свои родные пепелища и подышать родным воздухом. Осуществляется заветная наша мечта, а болезнь приковала меня к постели. Иди по намеченному пути и знай, что я всегда с тобой. Поклонись родной степи, привези горсточку земли из моего родного Богла...
Санджа Басанович Балыков был похоронен на евангелическом Блюментальском кладбище в городе Братислава (Словакия). В 60-е годы коммунистическими властями Чехословакии кладбище было снесено под застройку новыми домами и могила его не сохранилась.

## Семья
- В апреле 1914 года его женили на девушке с его родной станицы Денисовской - Доржме Сафоновой, которая была засватана за него с двухлетнего возраста по старому калмыцкому обычаю. В 1917 году у них родился сын Очир.
- В эмиграции он женился 4 октября 1924 года на Дорджиме Бадминовне Шавелькиной, дочери коннозаводчика Бадьмы Адучовича Шавелькина.